# 瘤牛
瘤牛（学名：Bos taurus indicus）又称肩峰牛，是一种肩部长有肉瘤的黄牛亚种，原产于印度，因印度文化尊崇牛类而免于被食用。现在常用来和欧洲牛或其他饲养牛杂交以改良它们的品质。
生物學家曾认为印度瘤牛係由爪哇野牛驯化而来，但据近代对颅骨类型和角型的研究，以及对瘤牛与普通牛杂交能产生后代并育成新品种的分析，证明瘤牛也起源于原牛，其在南亚驯化的时间大致与欧洲牛相同或稍迟。
瘤牛也是馬達加斯加現在唯一的有蹄类。